# Третья Вейентская война
Вейентская война 405—396 до н. э. — завоевание римлянами этрусского города Вейи.
Согласно традиции, осада Вей продолжалась десять лет. Современные учёные, как правило, отрицают возможность столь длительной осады, и полагают, что это легенда, созданная по образцу Троянской войны. При этом взятие Вей в начале IV века до н. э. является несомненным фактом.

## Начало войны
В соответствии с традициями римской патриотической историографии, Ливий пытается возложить вину за разрыв на этрусков. Предыдущая война закончилась 20-летним перемирием. Когда в 406 до н. э. его срок истёк, римляне отправили в Вейи посольство с требованием возмещения ущерба. Как и следовало ожидать, вейенты отказались платить за события двадцатилетней давности, и посоветовали римлянам больше не отправлять послов с такими требованиями, если они не хотят, чтобы те разделили судьбу делегации, прибывшей к Ларсу Толумнию. Римский сенат пришёл в ярость, но объявление войны пришлось отложить из-за противодействия плебейских трибунов. В том же году был принят закон о введении платы за военную службу (до этого римские воины не получали плату за военную службу и могли надеяться только на долю в добыче). Это нововведение позволило сенату преодолеть оппозицию плебеев и объявить Вейям войну.

## Кампании 405—403 до н. э.
В 405 до н. э. военные трибуны с консульской властью осадили Вейи. Осада с самого начала велась вяло, так как одновременно шла война с вольсками, и часть войск пришлось направить против них. По словам Ливия, в Вейях, где не прекращались внутренние смуты, с началом войны был избран единоличный правитель — царь — имени которого он не сообщает. Другие этрусские города на помощь Вейям не выступили. Ливий объясняет это неприязнью к царю, имевшую религиозную основу. Такое объяснение, вероятно, было вполне в духе этрусков, отличавшихся особым рвением в исполнении религиозных обрядов, но с политической точки зрения оно несостоятельно. Современные историки исходят из представления об этрусском Двенадцатиградии, как о рыхлой конфедерации, связанной больше религиозной общностью, чем реальными интересами, которые у разных городов были различными. Большинству общин, связанных с Римом торговыми отношениями, война была не нужна, а приморские города — Цере и Вульчи — вообще были союзниками Рима.
Тем не менее, римляне, полагая совместное выступление на помощь Вейям нескольких городов вполне вероятным, начали в 403 до н. э. возводить вокруг города двойное кольцо укреплений — и против вылазок из города, и против нападения извне. В том же году было решено продолжить осаду зимой, построив для войск «зимние квартиры» (hibernacula). Это было новшеством, которое поначалу вызвало сильное недовольство. Для римлян, как и для прочих италийских племён, война была обычным занятием — разновидностью экономической деятельности, но, в соответствии с давней традицией, это занятие было сезонным (март — октябрь), что освящалось религиозными обрядами. По этому поводу Ливий вкладывает в уста Аппия Клавдия, оставленного управлять городом, длинную речь, объясняющую необходимость данного нововведения.
По словам Ливия, речь Клавдия, а также неудача под Вейями, где осаждённые сделали крупную вылазку, сожгли осадные сооружения и нанесли римлянам серьёзные потери, вызвали в городе небывалый патриотический подъём. Всадники, которым не были выданы лошади за счёт казны, явились в сенат, и заявили, что приобретут коней за свой счет. Те, кто должны были служить пешими, также начали записываться добровольцами. Сенаторы постановили, что добровольцам всё же следует выплачивать жалование, наравне с мобилизованными. Всадникам заплатили в три раза больше, чем пехотинцам, и с этого времени они стали служить со своими конями. Отряды добровольцев восстановили разрушенные сооружения и возобновили осаду.

## Кампания 402 до н. э.
Несмотря на прибытие добровольцев, положение римлян под Вейями в 402 до н.э. только ухудшилось. Отсутствие единого командования не способствовало успехам, к тому же ближайшие соседи вейентов — капенаты и фалиски — осознали, что падение этого города поставит их лицом к лицу с римлянами. Объединив силы, они напали на один из римских осадных лагерей, где командовал Маний Сергий Фиденат. По словам Ливия, «римляне пришли в неописуемый ужас», полагая, что на них обрушилась вся Этрурия, а вейенты не упустили случая, и произвели вылазку крупными силами. Помощь из главного лагеря, где стоял Луций Вергиний, так и не подошла, поскольку командующий ненавидел Сергия и не желал его спасать, если тот сам не попросит, а Сергий испытывал к Вергинию такие же чувства, и из гордости не хотел ни о чём просить.
В результате на участке Сергия римляне были совершенно разгромлены и вместе со своим командиром бежали в Рим. Обоих трибунов вызвали в сенат, где они принялись валить вину друг на друга. Было решено выбрать новых военных трибунов, которые вступили в должность в октябрьские календы, за два месяца до срока.

## Кампании 401—398 годов до н. э.
В кампанию 401 года до н. э. римлянам пришлось воевать уже на четырёх направлениях: против Вей, вольсков, Капены и фалисков. Маний Эмилий Мамерцин и Кезон Фабий Амбуст вернули захваченный этрусками лагерь под Вейями, а Марк Фурий Камилл и Гней Корнелий Косс опустошали земли фалисков и капенатов. В 400 году до н. э. одним из военных трибунов с консульской властью впервые был избран плебей — Публий Лициний Кальв Эсквилин. О военных действиях в этом году Ливий ничего не сообщает, зато пишет, что зима выдалась необычайно морозной и снежной, так что Тибр замёрз, а дороги стали непроезжими. Затем суровую зиму сменило тяжёлое чумное лето. Не видя бедствиям конца и края, сенат обратился к Сивиллиным книгам, и в Риме впервые были проведены лектистернии, ставшие позднее весьма популярными.
На римское войско, осаждавшее Вейи, в 399 году до н. э. опять напали фалиски и капенаты, но на этот раз они были окружены и большей частью перебиты. Вейенты, совершившие вылазку, также понесли большие потери, так как при виде бегства союзников ворота были закрыты, и все, кто остался снаружи, погибли.
В кампанию 398 года до н. э. под Вейями ничего значительного не произошло, и силы римлян были направлены на грабежи земель фалисков (Потит) и капенатов (Камилл). Они увезли всё, что смогли, а всё, что можно было уничтожить — уничтожили.

## Пророчества и знамения
Чем дольше продолжалась война, тем сильнее распространялись мистика и суеверия. Особенный страх вызвал необычайно высокий подъём воды в Альбанском озере, при том, что дождей в это время не было. Плутарх даже пишет, что вода стала выливаться из горной котловины прямо в море. Испуганные римляне снарядили посольство к Дельфийскому оракулу. В Вейях объявился предсказатель, истолковавший это знамение. Римлянам якобы удалось его выманить из города, схватить и доставить в сенат, где он объяснил, что для победы над Вейями надо спустить воду из озера. Сенаторы ему не поверили и решили дожидаться возвращения дельфийской миссии.
В кампанию 397 года до н. э. тарквинийцы воспользовались затруднениями римлян и совершили набег на их земли. Военные трибуны Авл Постумий и Луций Юлий Юл, собрав отряд добровольцев, прошли через земли церитов, догнали разбойников и отбили у них добычу. Вернувшиеся из Дельф послы привезли ответ оракула, который подтвердил слова вейентского прорицателя, а также указал на ошибки, допущенные в ритуалах при избрании должностных лиц и совершении Латинских торжеств. Это была чисто римская черта — в скрупулёзном исполнении обряда римляне видели залог успеха любого начинания, а в случае каких-либо погрешностей обряды следовало повторить, ибо иначе действия магистратов не будут одобрены богами. В данном случае военные трибуны были отстранены, назначили трёх интеррексов — Луция Валерия, Квинта Сервилия и Марка Фурия Камилла.
На совещании этрусских представителей у святилища Вольтумны капенаты и фалиски потребовали помощи у других городов, но получили отказ. Города северной Этрурии были обеспокоены появлением на их границах неведомых пришельцев, с которыми пока что не было ни мира, ни войны. Это были передовые отряды галлов. Единственное, чего добились противники Рима — это разрешения на вербовку наёмников.

## Кампания 396 до н. э. Взятие Вей
В кампанию 396 до н. э. военные трибуны Луций Тициний и Гней Генуций выступили против капенатов и фалисков, но угодили в засаду и были разгромлены. В лагере под Вейями началась паника, и войска с трудом удалось удержать от бегства. В самом Риме страх был ещё сильнее. Вода из Альбанского озера была спущена. По-видимому, для победы этого оказалось недостаточно, и римляне, наконец, назначили диктатора. Им стал Камилл, историческая, по-видимому, фигура, но настолько приукрашенная вымыслом и легендами, что даже трезвомыслящий Ливий пишет о нём, как о вожде, избранном судьбой (dux fatalis). Начальником конницы при нём стал Публий Корнелий Сципион.

С переменой полководца все внезапно переменилось: у людей появились новые надежды, новое мужество; казалось, что у Города — новое счастье.— Ливий. V. 19, 3.
Первым делом Камилл по законам военного времени казнил всех, кто бежал из под Вей, и добился того, что войска боялись уже не противника, а своих командиров. В городе был проведён новый набор, и при таких дисциплинарных мерах никто не посмел уклоняться от призыва. На помощь римлянам подошли отряды латинов и герников. Дав обет после победы построить новый храм Матери Матуты, Камилл выступил в поход. Для начала он обеспечил тылы, разгромив фалисков и капенцев. Прибыв под Вейи, он запретил устраивать стычки с осаждёнными, и все силы бросил на осадные работы, основной из которых было прорытие подземного хода. Его копали непрерывно, в шесть смен, днём и ночью.
Перед началом атаки диктатор пообещал Аполлону Пифийскому десятину от военной добычи. После этого войска пошли на штурм по всему периметру, а самые опытные воины спустились в подкоп.
В связи с этим существует знаменитая легенда о жертвоприношении, решившем судьбу Вей. Когда начался штурм, царь приносил жертву, и гаруспик объявил, что победа достанется тому, кто разрубит внутренности жертвенного животного. Римляне, находившиеся в подкопе прямо под храмом, услышали эти слова, быстро прокопали ход наверх, отобрали у этрусков внутренности и принесли их диктатору. По поводу этой басни Ливий философски замечает:

Когда описываешь столь глубокую древность, то и правдоподобное принимаешь за правду: зачем подтверждать или опровергать то, чему место скорее на охочих до чудес театральных подмостках, чем в достоверной истории.— Ливий. V. 21, 9.
После того, как римляне ворвались в город, на улицах начался ожесточённый бой, затем резня, пока Камилл не отдал приказ щадить безоружных. По легенде, увидев, какую добычу удалось собрать в этом городе, диктатор воздел руки к небу и молился, чтобы не слишком дорогой ценой пришлось заплатить в будущем за сегодняшний успех. После этого он оступился и упал, что позднее, после галльского погрома, сочли дурным знамением. На следующий день всё население Вей было продано в рабство. Многие историки сомневаются в этом факте, утверждая, что в то время рабовладение в Риме не было настолько развито, чтобы существовала возможность реализации такого количества живого товара. Однако, кроме Рима существовали торговцы из Карфагена и Сицилии, способные приобрести крупные партии «говорящих орудий».
Затем была проведена процедура эвокации божества, призванная убедить царицу Юнону переселиться в Рим. Этот ритуал описан Ливием, Валерием Максимом и Плутархом. Статую доставили на Авентин, где позднее Камилл освятил для неё храм.
Ливий подводит итоги войны следующими словами:

Так пали Вейи. Самый богатый город этрусского племени даже в собственной гибели обнаружил величие: ведь римляне осаждали его долгих десять лет и зим, в течение которых он нанес им поражений куда больше, чем от них претерпел, и даже когда в конце концов пал по воле рока, то был взят не силой, но хитростью.— Ливий. V. 22, 8.
Триумф Камилла отличался особой торжественностью. Он въехал в Рим на колеснице, запряжённой четвёркой белых лошадей. Позднее это стало обычной практикой, но тогда, по словам Ливия, Диодора и Плутарха, было воспринято как святотатство, ибо уподобляло полководца богам.

Самое сильное впечатление производил сам диктатор, въехавший в город на колеснице, запряженной белыми конями: он не походил не только на гражданина, но даже и на смертного.— Ливий. V. 23, 5.
На самом деле недовольство вызвал раздел добычи.

## Посвящение Аполлону
Вопрос о десятине, обещанной Камиллом Аполлону, вызвал в Риме разногласия. О своём обете диктатор вспомнил уже после раздела добычи, и власти сочли, что забрать у народа награбленное для оценки и выделения десятой части будет просто невозможно. Понтифики предложили компромисс — освободить народ в целом от выполнения этого обета, и возложить его на каждого гражданина в отдельности — пусть каждый сам, если захочет, передаст десятую долю государству. Это распоряжение не прибавило Камиллу популярности у плебеев.
Затем Камилл указал на то, что его обет касался всего, чем владели вейенты — и движимого и недвижимого имущества. Сенат согласился с тем, что богу надо пожертвовать ещё и десятую часть стоимости проданной земли. Из казны были выделены деньги для покупки золота, но его не хватило, и тогда римские матроны передали в казну свои украшения. В награду за такую щедрость «матронам было предоставлено право выезжать в четырёхколесных повозках к священнодействиям и на игры, а в одноколках как по праздничным, так и по будним дням». Была отлита золотая чаша, которую отправили в Дельфы. Послами были назначены Луций Валерий, Луций Сергий и Авл Манлий. Около Мессинского пролива их корабль был захвачен липарскими пиратами. Их предводитель Тимасифей, «муж, более похожий на римлянина, чем на своих соотечественников», узнав от послов, кто они и что везут, убедил соплеменников не совершать святотатства, и отпустить римлян, и даже снабдил конвоем.
В Дельфах послы посвятили чашу в сокровищницу массалиотов. С Тимасифеем римская республика заключила договор гостеприимства (Hospitium publicum), а после захвата Липарских островов в 252 до н. э. его потомки получили освобождение от налогов. Чаша была переплавлена Ономархом во время Третьей Священной войны, но база с посвятительной надписью существовала ещё во времена империи.

## Итоги
Взятие Вей открыло новую эпоху в истории Италии. Вейи были давним соперником Рима, и впервые римляне сокрушили противника, равного себе по силам. Аннексия вейентской территории (Ager Veientanus), составлявшей примерно 562 км2, существенно увеличила римские владения, которые к началу IV века до н. э. должны были достигнуть 1582 км2. Это открывало возможность для дальнейшей экспансии. В 395—394 до н. э. римляне разгромили капенатов и фалисков, поддержавших Вейи, и захватили их земли. В 389 до н. э. их населению, а также уцелевшим вейентам было предоставлено римское гражданство. В 387 до н. э. из новых граждан были образованы Стеллатинская, Троментинская, Сабатинская и Арниенская трибы.
В южном Лации римляне в конце V века до н. э. также начали брать верх в вековой борьбе с вольсками и эквами, постепенно и с большим трудом продвигаясь к югу от Альгида. Значение победы над Вейями, совпавшее по времени с переходом от архаики к более развитым общественным отношениям, понимали уже в глубокой древности. Отсюда возникла столь необычная для римлян густая атмосфера чудес, пророчеств и знамений, переданная Ливием, и непонятная для скептически настроенных историков рубежа новой эры. Победе способствовала военная реформа, некоторые сведения о которой даёт Ливий (введение жалования войскам и выплат всадникам, зимние квартиры, трибут, установленный для покрытия военных расходов). По-видимому, эти мероприятия были связаны с формированием центуриатной системы, сменившей Сервиево деление на цензовые классы.